# 칼초네

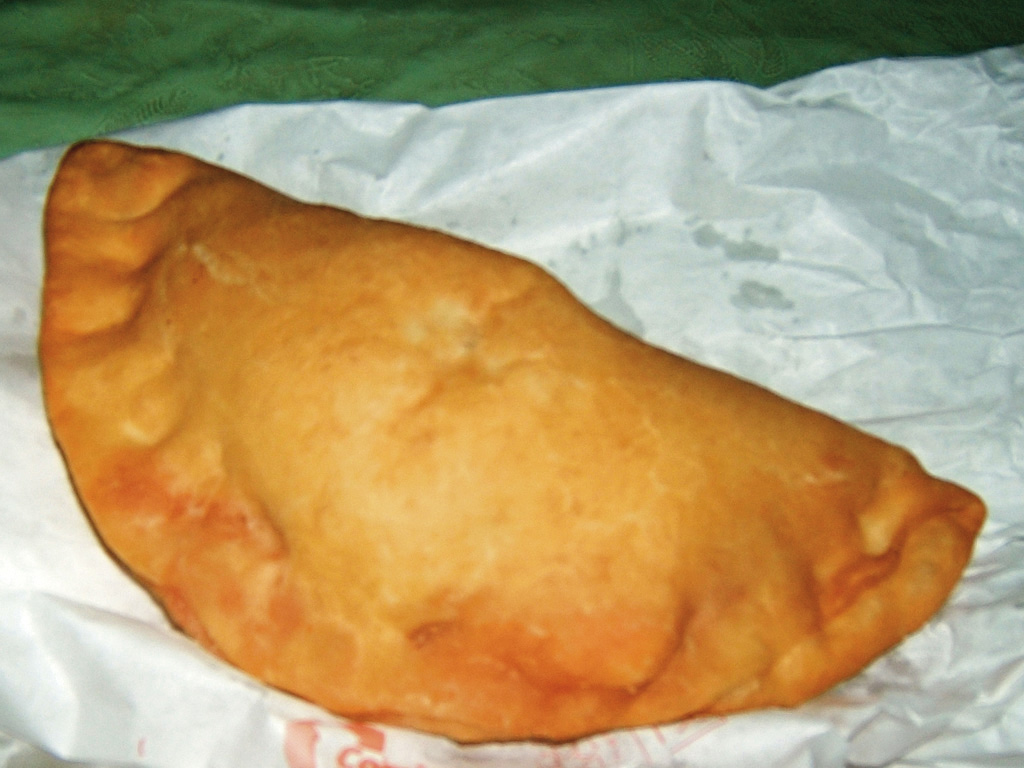
칼초네

칼초네(Calzone)는 이탈리아 요리 중 하나로, 소금에 절인 밀가루 반죽 사이에 채소, 햄 또는 치즈 등을 넣고 만두처럼 만들어 굽는다.
칼초네는 이탈리아식 미국 피자 턴오버인 스트롬볼리(stromboli)와 비슷하며, 둘은 가끔 혼동된다. 일반적으로 원통형 또는 직사각형 모양으로 말거나 접히는 스트롬볼리와 달리, 칼초네은 항상 초승달 모양으로 접으며, 일반적으로 토마토 소스를 넣지 않는다.

## 지역적 변화

### 이탈리아
샌드위치 크기의 칼초네는 서서 먹거나 걸으면서 먹기 쉽기 때문에 이탈리아 간이 식당이나 노점상에서 흔히 팔린다. 칼초네의 튀긴 버전은 전형적으로 토마토와 모짜렐라로 채워진다. 이것들은 아풀리아에서 만들어지고 판저로티(panzerotti)라고 불린다.
바실리카타에서는 다양한 칼초네가 파스티즈(pastizz)로 알려져 있는데, 이것은 18세기에서 19세기 사이에 유래되었다. 돼지고기, 달걀, 치즈가 그 속을 채우는 주요 재료이다.
시칠리아식 쿠드디루니(cuddiruni) 또는 쿠드두루니 피자(cuddiruni pizza)는 칼초네와 관련이 있다. 이것은 양파, 멸치, 올리브, 치즈, 모르타델라(mortadella)와 같은 다른 채소들로 속을 채운 음식이다. 돌돌 말린 피자 반죽을 속을 두 개로 접고 음식을 튀기기 전에 가장자리를 접는 식으로 만든다.

### 미국
미국에서 칼초네는 전형적으로 피자 반죽으로 만들어지고 고기, 치즈, 야채로 채워진다.
밀가루, 효모, 올리브유, 물, 소금으로 이루어진 전통적인 칼초네 반죽을 반죽하여 중간 크기의 원반으로 말아낸다. 각각의 치즈들은 리코타, 모짜렐라, 파마산, 프로볼론, 그리고 다른 전통적인 채소나 고기들로 채워진다. 반죽을 반으로 접어서 반달 모양으로 달걀 혼합물로 봉하거나, 때로는 가장자리를 모두 잡고 봉하여 공 모양으로 만들기도 한다. 그런 다음 구워지거나 튀겨진다.
어떤 지역에서는, 식사하기 직전에 마리나라나 다른 전통적인 소스나 마늘, 올리브 오일, 그리고 파슬리와 함께 올리기도 한다.

## 문화적 특징
1960년대 이탈리아에서 칼초네는 집으로 배달하기에 가장 효율적인 피자 종류로 여겨졌다.

## 같이 보기
- 브라이디
- 엠파나다